# Palazzo Ducale (Nancy)
Il Palazzo Ducale di Nancy, in francese Palais Ducal, è l'antica residenza dei duchi di Lorena, che l'abitarono dal XVI secolo fino al periodo barocco, quando si trasferirono al Castello di Lunéville. Grande esempio d'architettura rinascimentale in Francia, oggi ospita il Museo storico lorenese, dedicato alla storia del territorio dalla preistoria all'epoca moderna passando soprattutto per la storia dell'antico Ducato di Lorena di cui Nancy era la capitale.

## Storia

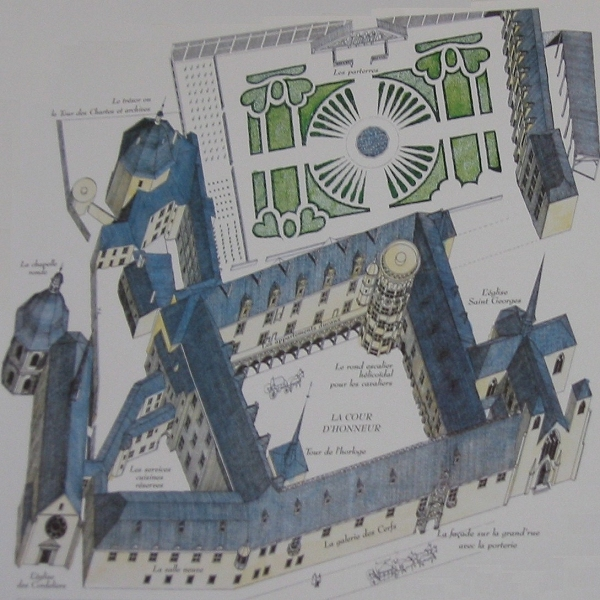
il Palazzo Ducale di Nancy nel XVI secolo

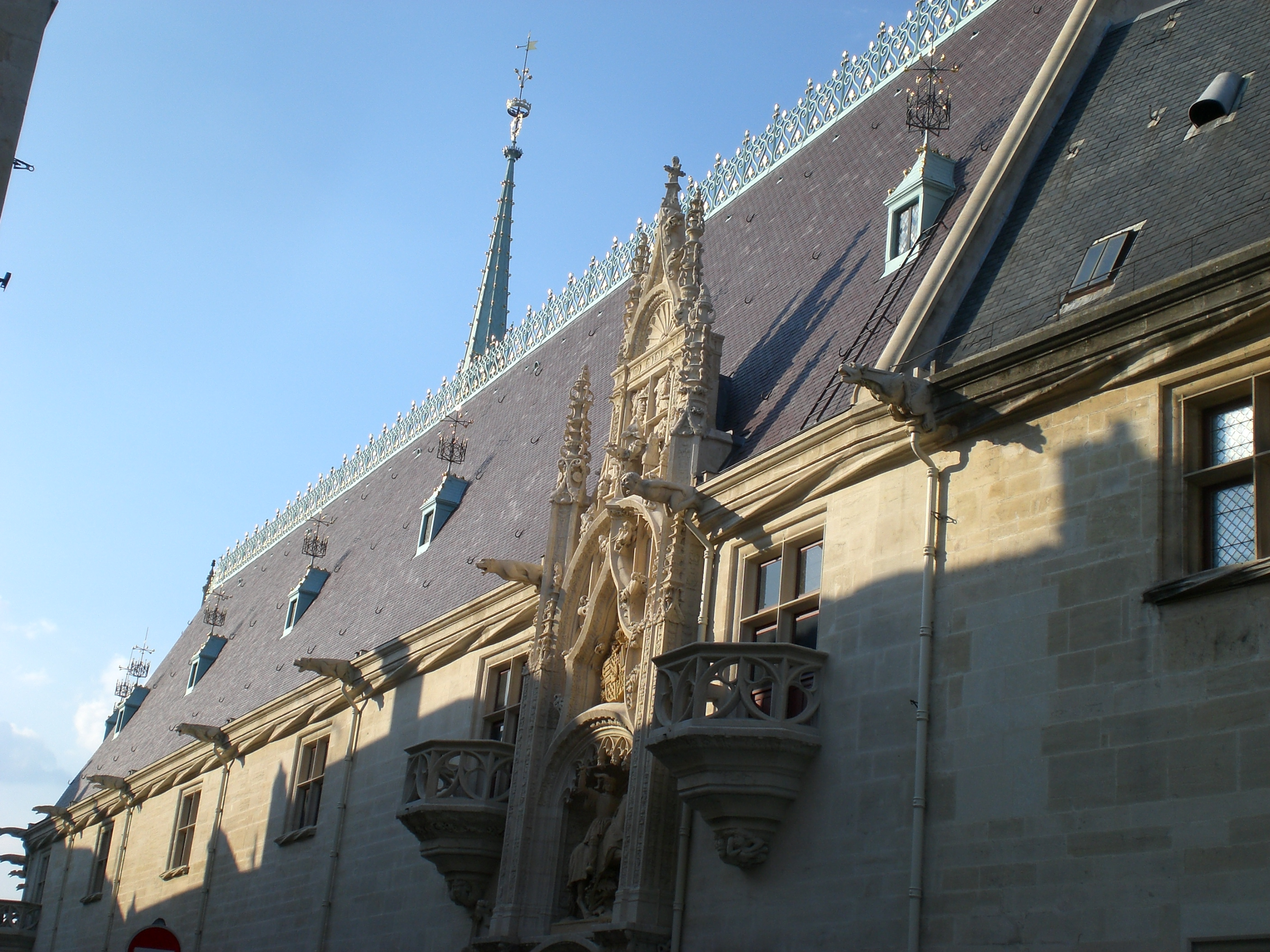
la facciata sulla Grande-Rue.

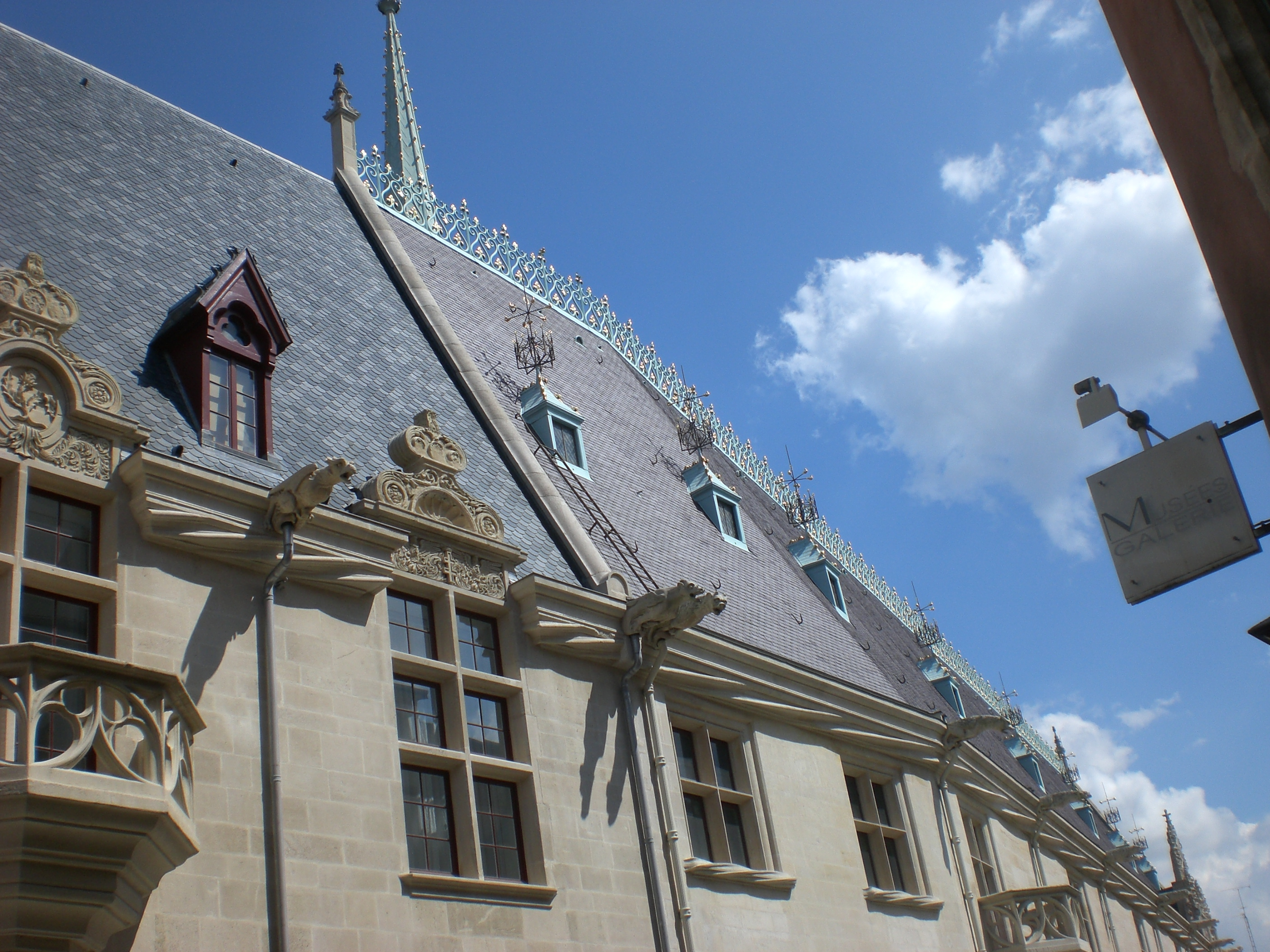

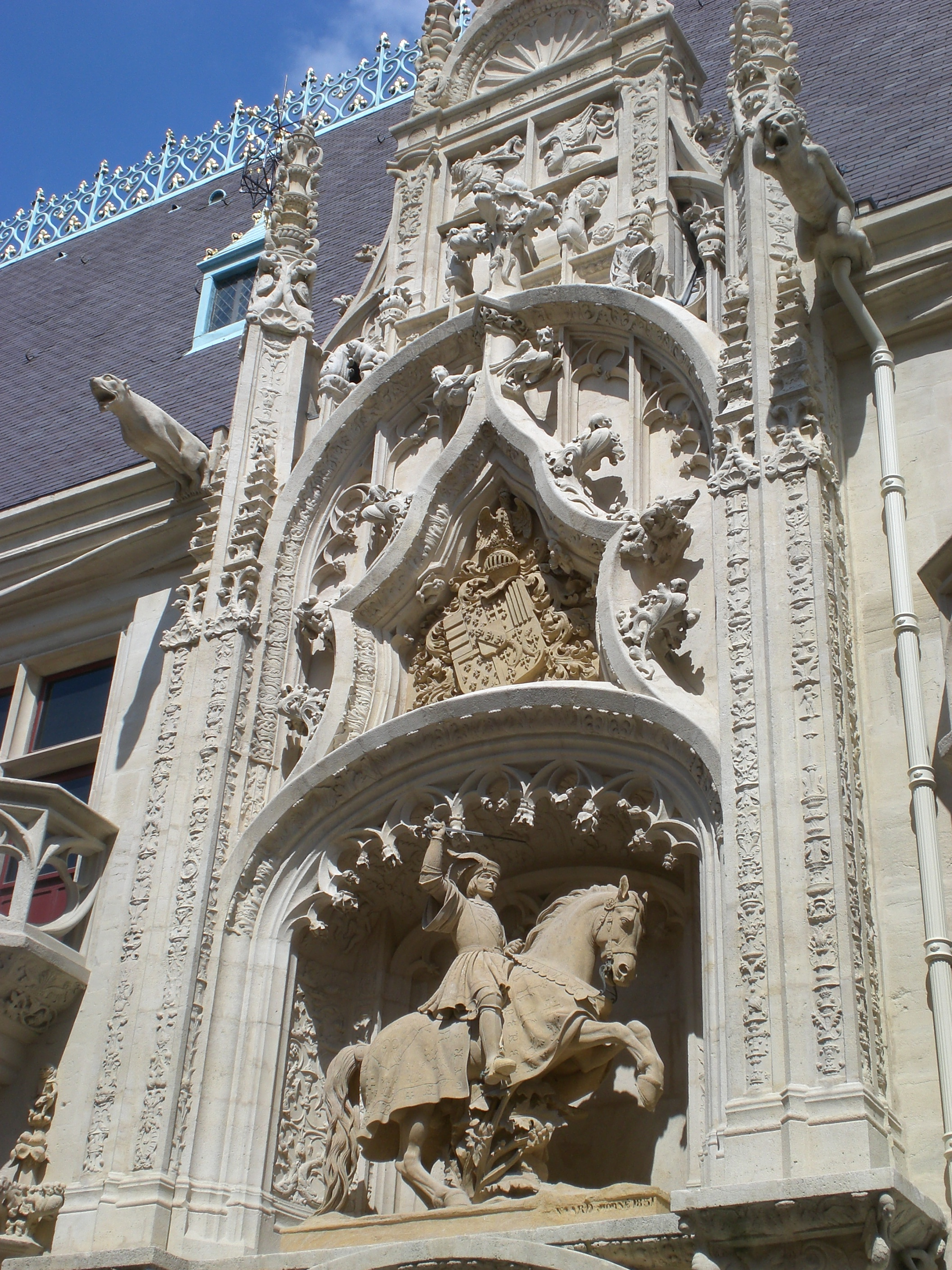
la Porterie.

In seguito alla disfatta di Carlo il Temerario nella cosiddetta battaglia di Nancy del 1477, e la riconquista dei territori del Ducato di Lorena da parte del duca Renato II, Nancy era una città duramente provata dagli assedi e il castello dei duchi in rovina.
Allora, nel 1502, Renato II inizia la costruzione di un nuovo palazzo per confermare la stabilizzazione del potere ducale. L'edificio venne eretto secondo le ultime tendenze stilistiche dell'epoca, quell'influenza italiana che andava formando il cosiddetto Rinascimento francese. Il cantiere continuò fino al 1512 sotto il regno di Antonio di Lorena, che fece costruire il grande portale gotico fiammeggiante, detto la Porterie, che porta la sua statua equestre.
Tuttavia il palazzo venne ampiamente distrutto dal duca Leopoldo di Lorena che aveva in mente ambiziose modifiche e ricostruzioni.
Il palazzo venne dichiarato monumento storico di Francia nel 1840.

## Architettura
Il Palazzo Ducale di Nancy è il risultato dell'unione dei due stile che dominavano il panorama architetturale dell'epoca: il gotico fiammeggiante e il rinascimentale.
L'edificio venne in gran parte distrutto dal duca Leopoldo di Lorena che voleva erigervi al suo posto un grandioso nuovo edificio che rivaleggiasse col Louvre. A questo scopo iniziò la demolizione dei tre quarti del palazzo ducale di Renato II, come anche l'attigua collegiata di San Giorgio, che accoglieva allora le prime tombe dei duchi di Lorena e la preziosa torre scalare rinascimentale a doppia elica. Ma in seguito a mancanze finanziare a causa sia dell'occupazione francese del 1702-14 che al contemporaneo cantiere del castello di Lunéville, Leopoldo, dovette abbandonare l'ambizioso progetto del "Nuovo Louvre".
Attualmente di questo cantiere ne restano che due corpi di una semplice elevazione situati in fondo al giardino e fortemente modificati. 
Ma i pilastri del "Nuovo Louvre" sono ancora visibili dai giardini del vicino Palais du Gouverneur, il quale venne eretto dall'ultimo duca di Lorena, il re spodestato di Polonia, Stanislao Leszczyński, su parte delle fondamenta di Leopoldo.
L'ultimo terzo rimasto della residenza di Renato II è composto del corpo principale che si erge lungo la Grande-Rue. La sua facciata è aperta, al primo piano, da numerose finestre crociate, alcune delle quali dotate di volute, tipiche dello stile rinascimentale; ma presenta anche una cordonatura ritorta che corre lungo tutto il fronte sulla quale escono dei grandi doccioni, delicati balconcini traforati a sporto e un monumentale portale che testimoniano decisamente lo stile gotico fiammeggiante.
La facciata interna è costituita da un portico gotico-fiammeggiante con archi ogivali e contrafforti, su cui è posta la galleria rinascimentale del primo piano a finestre crociate e medaglioni. La grande sala all'interno, detta Galerie des cerfs (galleria dei Cervi), è un vasto ambiente che era dotato all'origine di un magnifico soffitto a cassettoni, il primo di Francia, ornato da scene dipinte e andato distrutto da un incendio nel 1871.
La torre dell'Orologio è sormontata da un'agilissima flèche, guglia a spillo, che regge i simboli del Ducato di Lorena: il Cardo, la Croce di Lorena, gli Alerioni e la Corona ducale. All'interno ospita la Scala a chiocciola d'accesso ai piani.

### La Porterie
Il grande portale d'onore, detto localmente Porterie, è stato realizzato in uno stile molto vicino a quello del portale principale del castello di Blois. Presenta un'impressionante ghimberga fiammeggiante che incornicia la statua equestre del duca Antonio di Lorena. Venne realizzata nel 1511-12 dall'architetto Jacques Vauthier.
La decorazione è tipica del primo rinascimento "lorenese", dove i disegni italianeggianti risultano particolarmente raffinati (candelabre vegetali, angeli, conchiglie...)

## Museo storico lorenese
Il Museo presenta la storia della Lorena dagli uomini primitivi, alla Corte dei duchi fino all'Impero napoleonico.
Il percorso presenta anche i numerosi artisti che contribuirono alla grandezza della Corte ducale nel corso dei secoli: Ligier Richier, Georges de La Tour, Jacques Callot, Louis Cyfflé, Clodion e il grande Jean Lamour, oltre che opera della manifattura lorenese di ceramiche di Lunéville.
Il Museo è completato dalla sezione delle arti e tradizioni popolari situato nell'annesso Couvent des Cordeliers (convento dei Francescani); e dalla quattrocentesca Église des Cordeliers (chiesa dei Francescani), utilizzata dai duchi come mausoleo.

## Galleria d'immagini

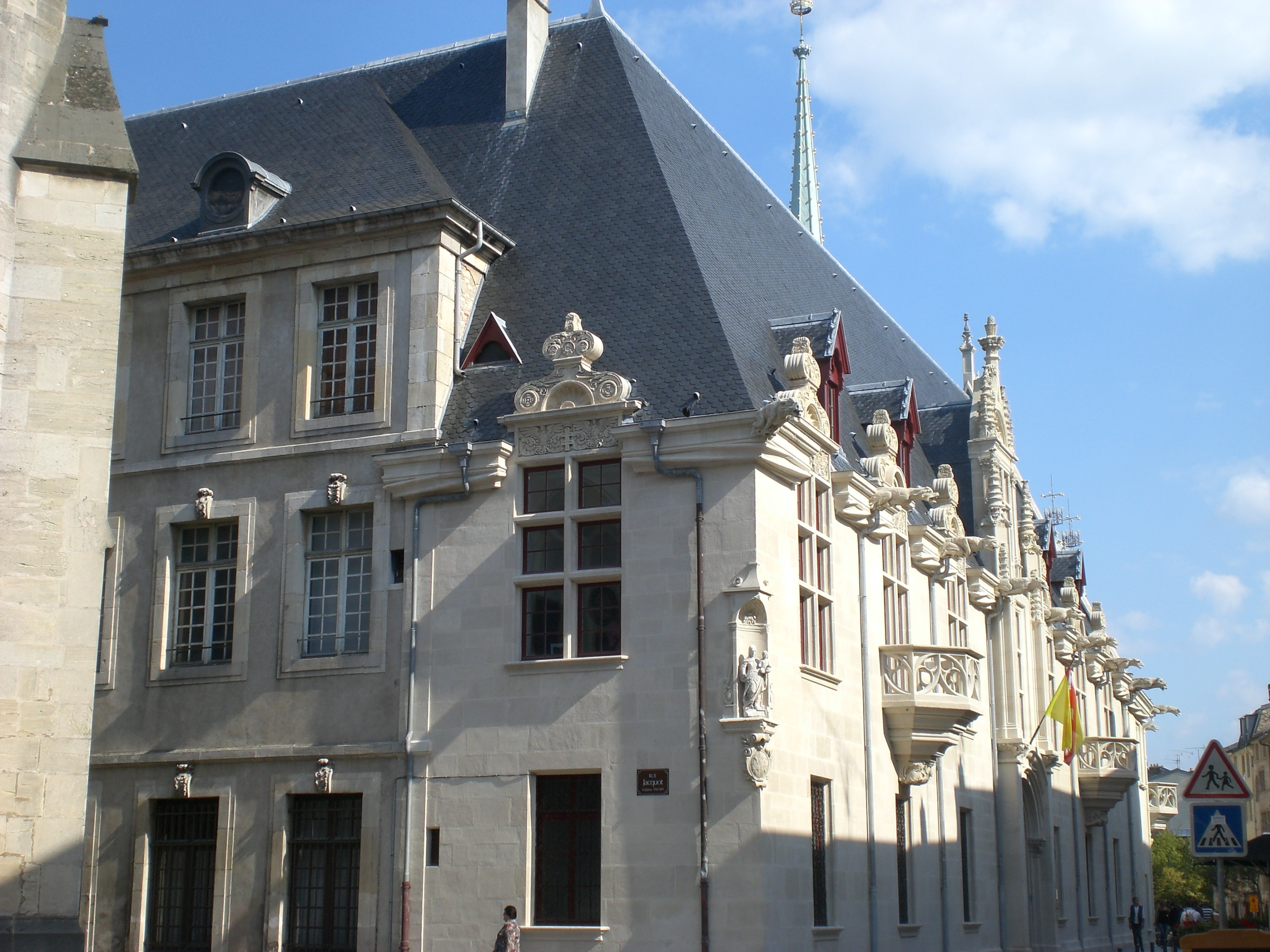
la facciata sulla Grande-Rue.
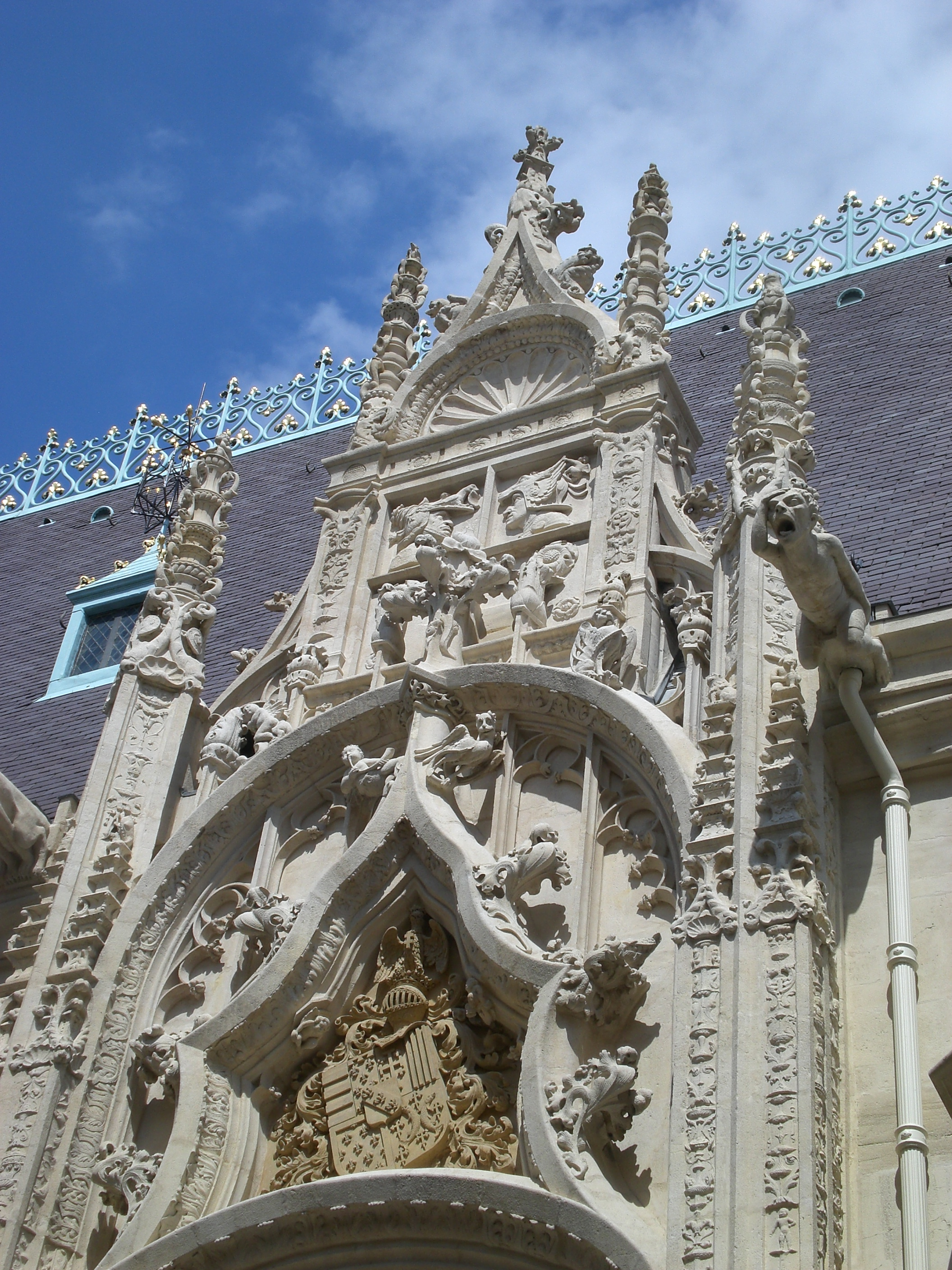
la ghimberga della Porterie.
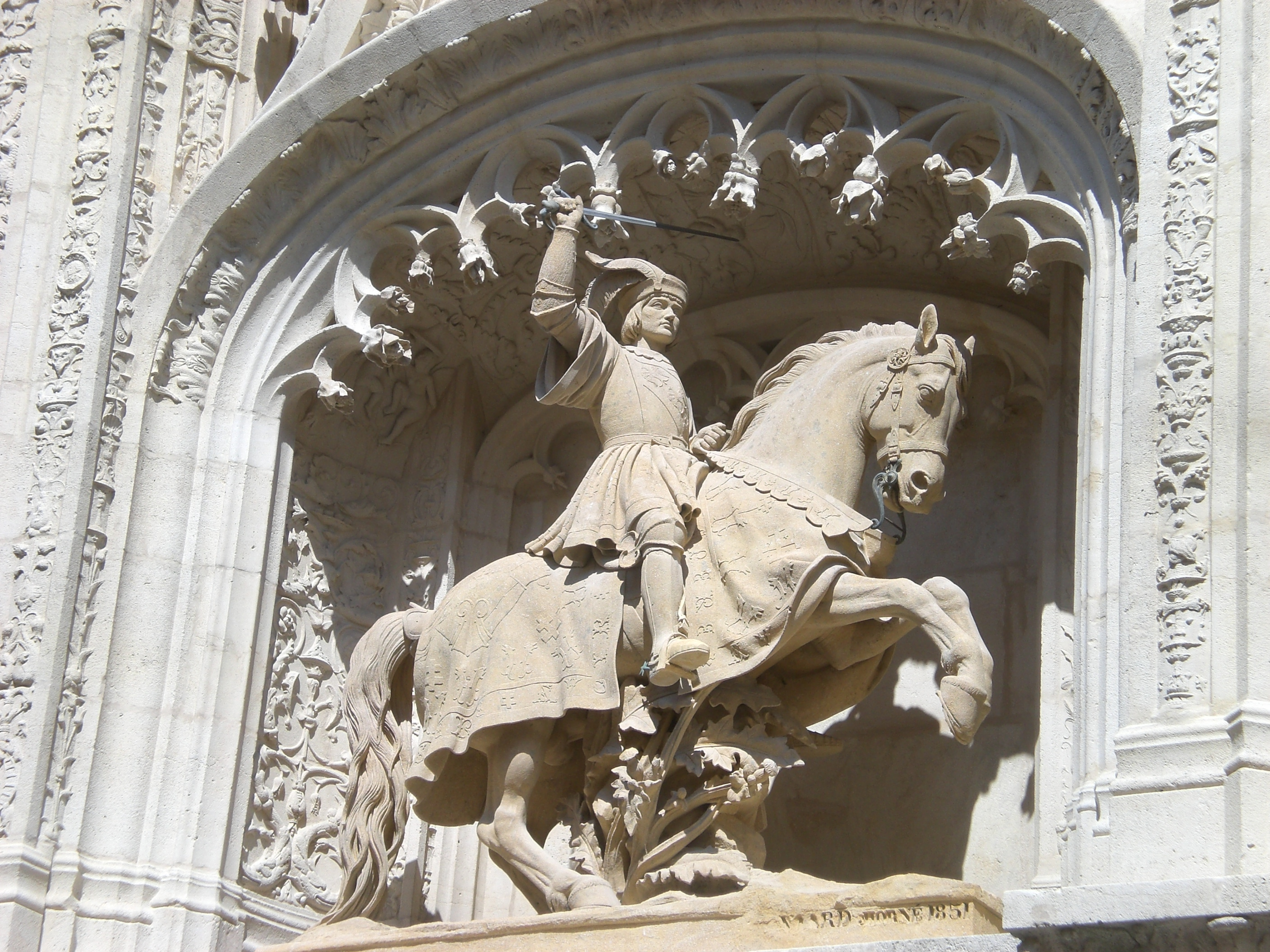
la statua di Antonio di Lorena sulla Porterie.
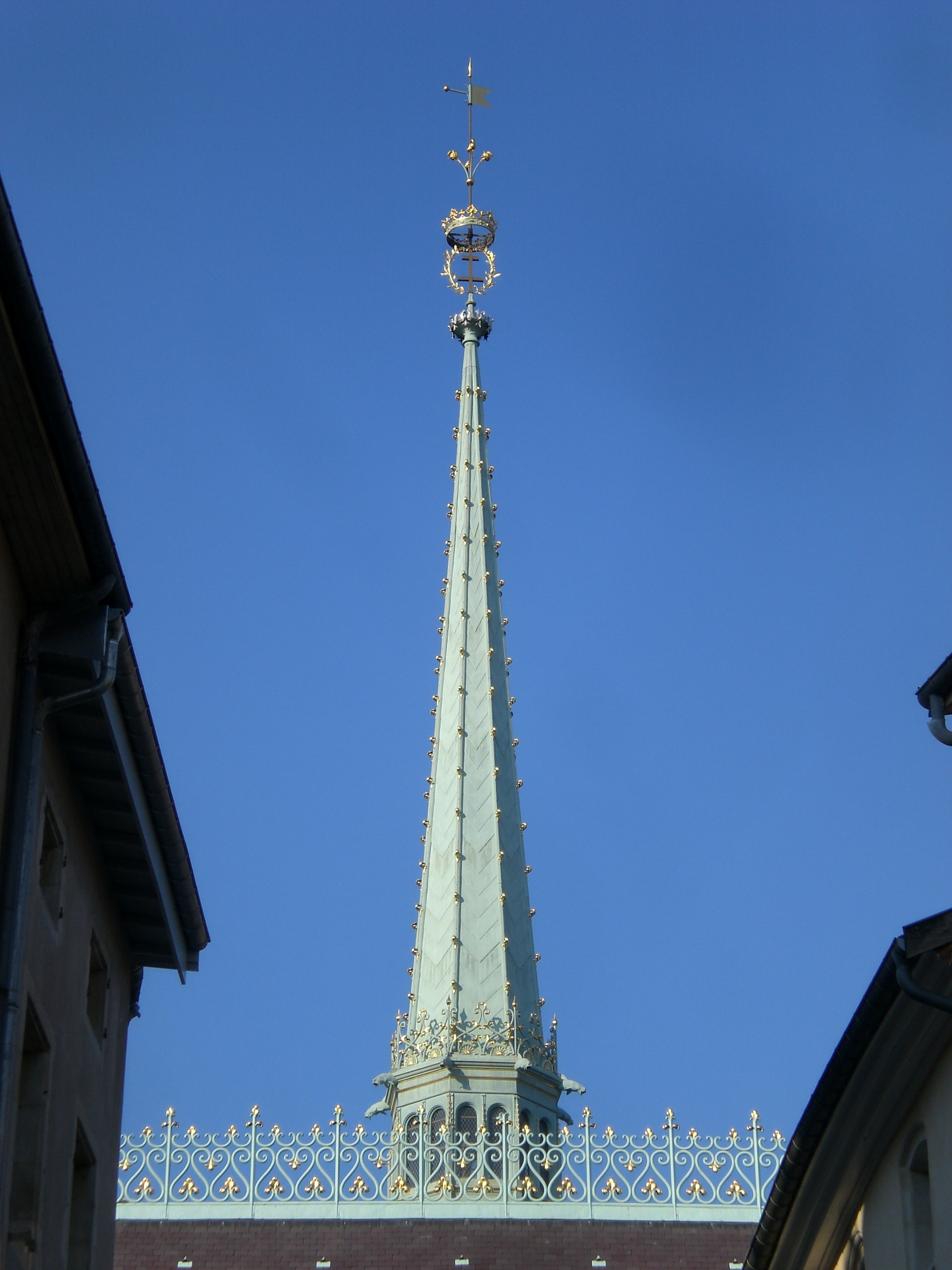
l'agile Flèche coi simboli del Ducato di Lorena.
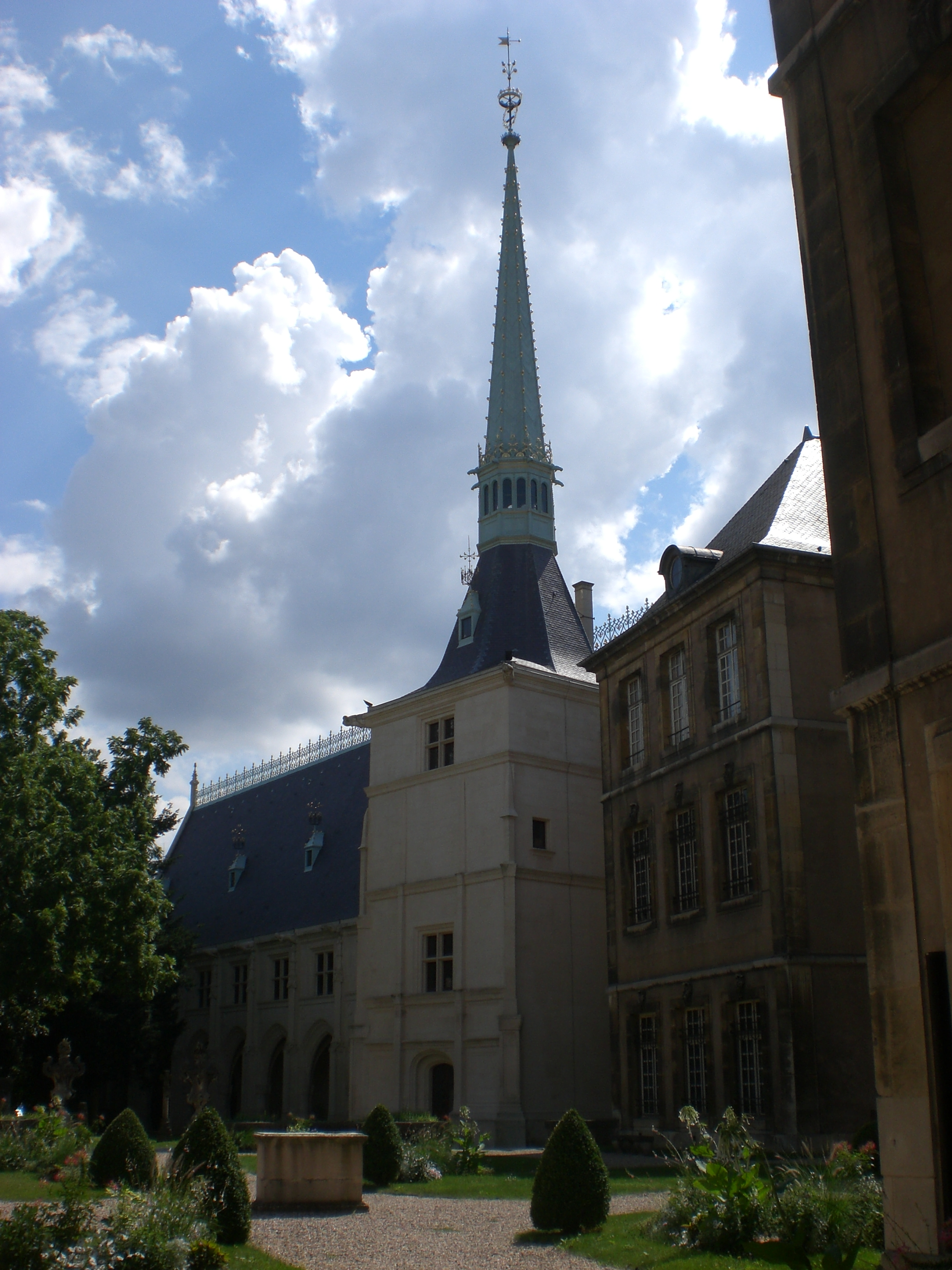
la facciata interna con la Tour de l'Horloge.
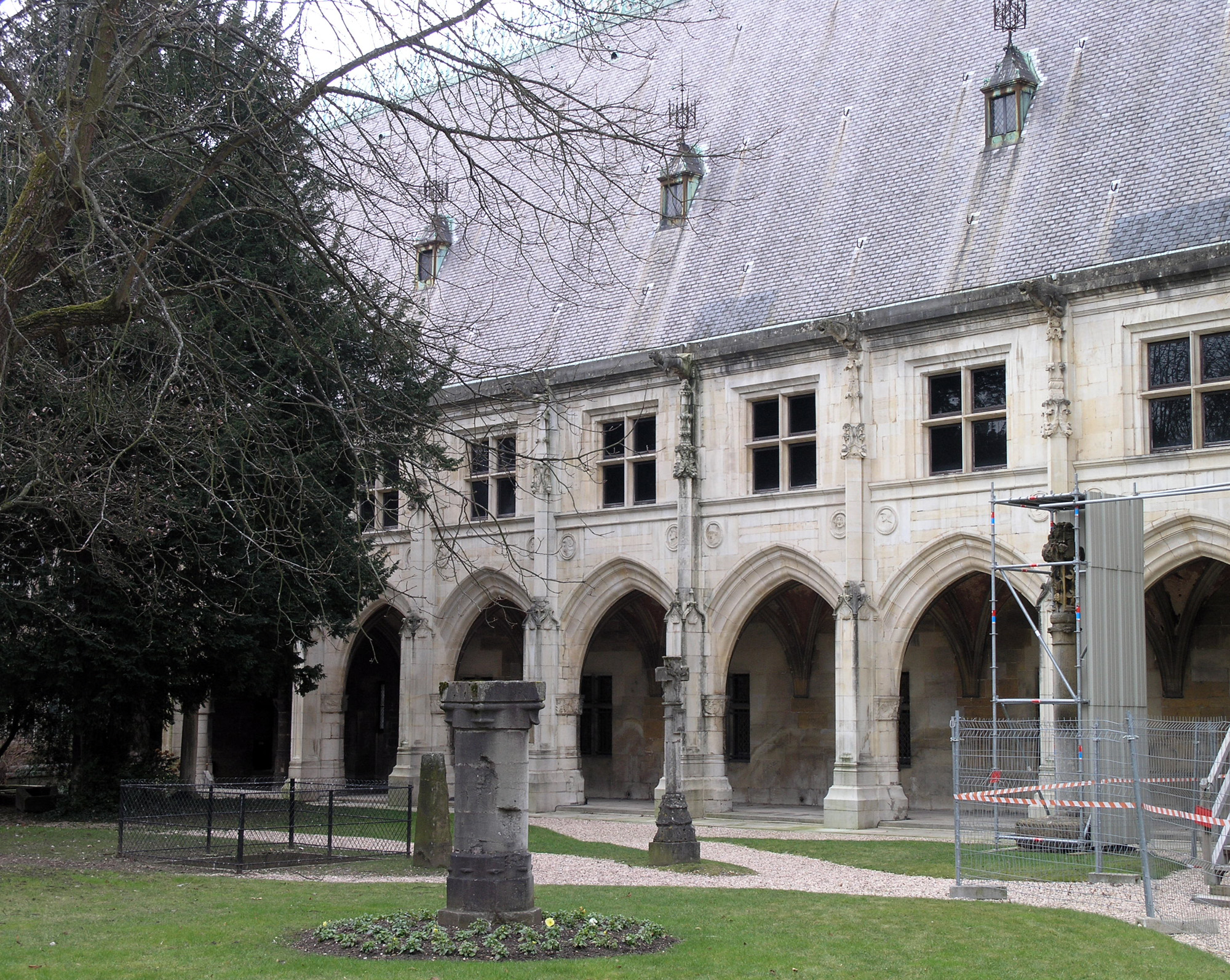
l'ala interna.